# Великие Немки
Великие Немки (бел. Вялікія Нямкі) — агрогородок в составе Великонемковского сельсовета Ветковского района Гомельской области Беларуси. Административный центр Великонемковского сельсовета
На севере — торфяной заповедник.

## География

### Расположение
В 38 км на северо-восток от Ветки, 68 км от Гомеля.

### Гидрография
Река Беседь (приток реки Сож)

## Транспортная сеть
На автодороге Казацкие Болсуны — Светиловичи. Планировка состоит из длинной прямолинейной, меридиональной ориентации улицы с переулками, к которой на юге присоединяется длинная криволинейная улица. На юге к короткой улице присоединяются с севера две короткие улицы. Застройка двусторонняя, деревянная, усадебного типа.

## История
Выявленные археологами городище (1 км на юг от деревни, в урочище Церковище) и могильник (на северо-восточной окраине, в урочище Курганье) свидетельствуют о заселении этих мест с давних времён. По письменным источникам известна с XV века как селение в Минском воеводстве Великого княжества Литовского. В 1471 году обозначена как деревня Немковичи во владении Ю. Дранщи. В 1589 году в Чечерской волости Речицкого повета, собственность казны. После 1-го раздела Речи Посполитой (1772 год) в составе Российской империи.
В 1785 году во владении дворянина Д. Малиновского. С 1789 года действовала Свято-Петро-Павловская церковь. Имелась паромная переправа через реку Беседь. Согласно ревизии 1858 года владение полковника П. П. Фрамондера. В 1860 году открыто предприятие по производству сахара, которое уже в первый год произвело 1080 пудов сахара. В 1885 году действовали ветряная мельница, хлебозапасный магазин. Хозяева фольварка имели в 1870 году 1315 десятин земли, 2 водяные мельницы, сукновальню и ветряную мельницу. С 1879 года мельница и сукновальня работали и в селе. Со второй половины XIX века действовало народное училище (в 1889 году 34 ученика). Согласно переписи 1897 года располагались: в селе — церковь, народное училище, хлебозапасный магазин, 6 ветряных мельниц, винная лавка, трактир; в фольварке — кузница, трактир. В Покотской волости Рогачёвского уезда Могилёвской губернии. В 1909 году 1865 десятин земли. В результате пожара 19 августа 1911 года сгорели 47 дворов и земское училище.
Летом 1918 года во время немецкой оккупации жители создали партизанский отряд (руководитель Е. Анохов), который действовал против германских войск. В 1926 году работали изба-читальня, почтовый пункт, начальная школа.
С 8 декабря 1926 года центр Великонемковского сельсовета Светиловичского, с 4 августа 1927 года Ветковского, с 12 февраля 1935 года Светиловичского, с 17 декабря 1956 года Чечерского, с 14 ноября 1957 года Ветковского, с 25 декабря 1962 года Гомельского, с 6 января 1965 года Ветковского районов Гомельского (до 26 июля 1930 года) округа, с 20 февраля 1938 года Гомельской области.
В 1930 году создан колхоз «Большевик», работали 2 ветряные мельницы, кузница и шерсточесальня. 20 октября 1943 года освобождена от немецких захватчиков, 133 жителя погибли на фронте. В 1959 году центр совхоза «Немки». Размещались комбинат бытового обслуживания, средняя школа, Дом культуры, библиотека, Дворец спорта, школа-сад, фельдшерско-акушерский пункт, отделение связи, 2 магазина.

## Население

### Численность
- 2004 год — 216 хозяйств, 520 жителей

### Динамика
- 1858 год — 84 двора, 226 жителей
- 1885 год — 118 дворов, 722 жителя
- 1897 год — 207 дворов 1324 жителя; фольварк — 3 двора, 14 жителей (согласно переписи)
- 1909 год — 227 дворов, 1546 жителей
- 1926 год — 305 дворов
- 1940 год — 310 дворов
- 1959 год — 1124 жителя (согласно переписи)
- 2004 год — 216 хозяйств, 520 жителей

## Культура
- Музейная комната ГУО «Великонемковская средняя школа Ветковского района»

## Достопримечательность
- Городище периода раннего железного века (V—VIII вв. н. э.), 1 км от агрогородка, урочище Церковище, на правом берегу реки Беседь  Историко-культурная ценность Республики Беларусь, шифр 313В000150

## Известные уроженцы
- Вероника (Вера) Ивановна Борисенко (1918—1995) — советская оперная певица (меццо-сопрано), педагог. Народная артистка РСФСР (1959). Лауреат Сталинской премии первой степени (1948).
- М. С. Кирюшкин — один из руководителей партизанского движения в Полесской области во время Великой Отечественной войны (комиссар партизанской бригады Мозырской имени А. Невского).